# Shearjashub Bourne
Shearjashub Bourne (* 14. Juni 1746 in Barnstable, Province of Massachusetts Bay; † 11. März 1806 in Boston, Massachusetts) war ein britisch-US-amerikanischer Politiker. Zwischen 1791 und 1795 vertrat er den Bundesstaat Massachusetts im US-Repräsentantenhaus.

## Werdegang
Shearjashub Bourne, Sohn von Elizabeth und Timothy Bourne, wuchs während der britischen Kolonialzeit auf. Bis 1764 studierte er am Harvard College. Nach einem anschließenden Jurastudium und seiner Zulassung als Rechtsanwalt begann er in Boston in diesem Beruf zu arbeiten. Gleichzeitig schlug er eine politische Laufbahn ein. Zwischen 1782 und 1785 sowie nochmals von 1788 bis 1790 saß er als Abgeordneter im Repräsentantenhaus von Massachusetts. Im Jahr 1788 war er Delegierter auf der Versammlung, auf der der Staat Massachusetts die Verfassung der Vereinigten Staaten ratifizierte. Politisch stand er als Mitglied der Pro-Administration-Fraktion der Bundesregierung unter Präsident George Washington nahe.
Bei den Kongresswahlen des Jahres 1790 wurde Bourne im fünften Wahlbezirk von Massachusetts in das damals noch in Philadelphia tagende US-Repräsentantenhaus gewählt, wo er am 4. März 1791 sein neues Mandat antrat. Nach einer Wiederwahl im neunten Distrikt konnte er bis zum 3. März 1795 zwei Legislaturperioden im Kongress absolvieren. Nach dem Ende seiner Zeit im US-Repräsentantenhaus fungierte Bourne zwischen 1799 und 1806 als Berufungsrichter im Suffolk County. Er starb am 11. März 1806 in Boston.